# 603
Cette page concerne l'année 603  du calendrier julien. Pour l'année 603 av. J.-C., voir 603 av. J.-C. Pour le nombre 603, voir 603 (nombre).
L'année 603 est une année commune qui commence un mardi.

## Événements
- Mars : l'ambassadeur byzantin Lilius, envoyé en mission auprès du roi de Perse Khosro II, arrive à Dara. Le roi sassanide le renvoie et déclare la guerre à Phocas, après la mort de son allié Maurice[1].
- Décembre (douzième mois, 5 jour[2]) : au Japon, instauration par Shôtoku taishi d’un règlement sur les « Douze rangs de coiffures ». Il permet de hiérarchiser habilement les clans les plus puissants, de les insérer dans un réseau d’honneurs et d’obéissance au pouvoir central[3].

- Les Tölech, ancêtres des Ouïghours, se révoltent contre Tardu, qaghan des Köktürks occidentaux, qui doit s’enfuir au Koukou-nor où il disparait. Son royaume est divisé[4].

- Le général byzantin Narsès se révolte contre Phocas et se retranche dans Édesse. Phocas ordonne à Germain, gouverneur de Dara, de reprendre la ville. Narsès fait appel à Khosro II[1].

### Europe
- 7 avril, Pâques : Adaloald, fils d'Agilulf et de Théodelinde, est baptisé selon le rite catholique[5].
- Juin : trêve de trente jours entre les Lombards et l'exarque de Ravenne Smaragde[6].
- Juin/juillet : En Espagne, Wittéric, arien révolté contre Liuva II, l’assassine et devient roi des Wisigoths (fin en 610)[7].
- Juillet : le roi des Lombards Agilulf quitte Milan pour assiéger Crémone[8].
- 21 août : prise de Crémone par les Lombards[8].
- 13 septembre : prise de Mantoue par les Lombards ; la forteresse de Vulturnia se rend sans combat[8].
- Septembre : trêve de dix-huit mois entre les Lombards et l'exarque de Ravenne (fin le 1er avril 605)[9].

- Gostun (Organa dans les sources byzantines) gouverne les Bulgares (fin en 605)[10].
- En Grande-Bretagne, le roi Áedan de Dalriada attaque la Bernicie. Il est battu par Ethelfrith à Daegsastan[11].

## Naissances en 603
- 23 mars : K'inich Janaab' Pakal I, souverain maya de Palenque.

## Décès en 603
- Liuva II, roi des Wisigoths d'Espagne de 601 à 603, (assassiné).